# نظام عد ثنائي خماسي
 نظام العد الثنائي الخماسي  هو أحد أنظمة الترميز الرقمي للعدد، استخدم في تصميم العدادات وبعض أجهزة الحاسب القديمة بما في ذلك حاسوب كولوسس
أصل المصطلح يعود للجمع بين الثنائية والخماسية (Bi-Quinary)، فيشير الجزء الأول من الكلمة الإنجليزية (Bi) إلى الثنائية أو الازدواج  والآخر (Quinary) إلى المخمس أو الخماسي،  وبالجمع سوياً يكون ثنائي خماسي.
يُشابه الترميز نظام العد المستخدم في المعداد، فيما تشير الخرزات الأربع إما من 0 حتى 4 أو من 5 إلى 9، وهناك خرزة إضافية لتحديد النطاق الذي نقوم بالإشارة له.
يستخدم هذا النظام في العد في العديد من اللغات البشرية مثل اللغة الخميرية -وهي إحدى اللغات المتداولة في كمبوديا- واللغة الولوفية - لغة أغلبية سكان السنغال والبعض في موريتانيا- فيشير الرقم (6) (كتابةً: pram muoy) في اللغة الخميرية إلى خمسة زائد واحد حرفياً. فيما تعتمد لغة الإشارة اليابانية على هذا النظام عند العد من 0 حتى 9 حيث يشير الإبهام إلى الخرزة المنفردة في المعداد وباقي الأصابع لبقية الأرقام.ويستخدم الأساس الثنائي الخماسي رمزياً في الأرقام الرومانية، وليس مكانياً، على الرغم من أن اللاتينية تستخدم نظام العد العشري كلياً.

## تطبيقات نظام العد
استخدمت عدة طرق للتمثيل الثنائي الخماسي في مختلف الآليات، الأساس الثنائي عُمّيَ ببت واحد أو بتين، فيما استخدم من ثلاث إلى خمس بتات لتمثيل الترقيم الخماسي، وبعض التطبيقات كانت في:
- المعداد الروماني والصيني الظاهرين في الصور المجاورة.
- ستيبيتز الذي يعزي اختراع هذا الترميز لنفسه بعد اختراع إكسيز 3، وقام بتصنيع حاسبات المرحلات في مختبرات بل.[4]
- فاكوم 128 وهي حاسبات تعتمد على المرحلات من شركة فوجيتسو
- IBM 650 ذو السبع بتات:
  - بتان ثنائيان: 0 أو 5، وخمس بتات للقسم الخماسي: 0 1 2 3 4، وبت لفحص الخطً.

أو
- - بت واحد للقسم الثنائي وبت واحد للخماسي على أن يوضع في رقم صالح، وتظهر الصورة الواحدة الأمامية لجهاز IBM 650 يظهر الترميز الثنائي الخماسي للأعمال الداخلية للآلة في ترتيب الأضواء - تشكل البتات «ثنائية» الجزء العلوي من حرف T لكل منها الرقم، وتشكل البتات «الخماسية» الجذع العمودي.

(كان الجهاز يعمل عند التقاط الصورة وتظهر البتات النشطة في الصورة المقربة ويمكن تمييزها فقط في صورة اللوحة الكاملة)
| القيمة | 05-01234 بت | IBM 650 الواجهة الأمامية |
| 0      | 10-10000    | IBM 650 الواجهة الأمامية |
| 1      | 10-01000    | IBM 650 الواجهة الأمامية |
| 2      | 10-00100    | IBM 650 الواجهة الأمامية |
| 3      | 10-00010    | IBM 650 الواجهة الأمامية |
| 4      | 10-00001    | IBM 650 الواجهة الأمامية |
| 5      | 01-10000    | IBM 650 الواجهة الأمامية |
| 6      | 01-01000    | IBM 650 الواجهة الأمامية |
| 7      | 01-00100    | IBM 650 الواجهة الأمامية |
| 8      | 01-00010    | IBM 650 الواجهة الأمامية |
| 9      | 01-00001    | IBM 650 الواجهة الأمامية |

- ريمينغتون راند 409 ذو الخمس بتات:
  - بت واحد للقسم الخماسي لكل من 1,3,5,7 ويكون هناك رقم واحد فقط من هذه الأرقام في الوقت ذاته،
  - والبت الخامس يشير للقسم الثاني ويمثل الرقم 9 إذا لم يشار لأي من البتات السابقة معه، أما في غير ذلك فهو يضيف واحد للخانة التي يشير إليها والجدول التالي يوضح عمل هذا الجهاز.
  - بِيع الجهاز على تصميمين أولهما يونيفاك 60 والآخر يونيفاك 120.

| القيمة | 1357-9 البت |
| 0      | 0000-0      |
| 1      | 1000-0      |
| 2      | 1000-1      |
| 3      | 0100-0      |
| 4      | 0100-1      |
| 5      | 0010-0      |
| 6      | 0010-1      |
| 7      | 0001-0      |
| 8      | 0001-1      |
| 9      | 0000-1      |

- يونيفاك الحالة الثابتة – أربع بتات

بت ثنائي يشير ل: 5, ثلاث ترميزات ثنائية للقسم الخماسي وتشير ل: 4 2 1  وبت التكافؤ
| القيمة | p-5-421 البت |
| 0      | 1-0-000      |
| 1      | 0-0-001      |
| 2      | 0-0-010      |
| 3      | 1-0-011      |
| 4      | 0-0-100      |
| 5      | 0-1-000      |
| 6      | 1-1-001      |
| 7      | 1-1-010      |
| 8      | 0-1-011      |
| 9      | 1-1-100      |

- يونيفاك لارك – أربع بتات:[7] يحتوي على بت ثنائي يشير للرقم 5، وثلاث عدادات بترميز جونسون للقسم الخماسي وبت لتحقق التكافؤ ويمثل كما الجدول الآتي:

| القيمة | p-5-qqq البت |
| 0      | 1-0-000      |
| 1      | 0-0-001      |
| 2      | 1-0-011      |
| 3      | 0-0-111      |
| 4      | 1-0-110      |
| 5      | 0-1-000      |
| 6      | 1-1-001      |
| 7      | 0-1-011      |
| 8      | 1-1-111      |
| 9      | 0-1-110      |

## صور تفسيرية وتطبيقات

أحد أشكال التمثيل الثنائي الممكنة لنظام العد الثنائي الخماسي
ترميز ثنائي معكوس
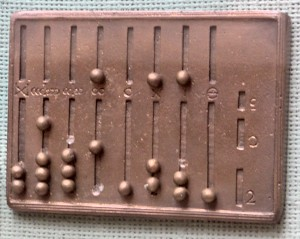
المعداد الروماني
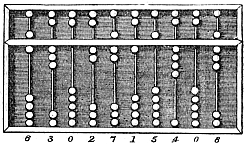
سوان بان أو المعداد الصيني، الرقم الممثل في الصورة هو 6,302,715,408

## قراءة معمقة
- Military Handbook: Encoders - Shaft Angle To Digital (PDF). وزارة الدفاع. 30 سبتمبر 1991. MIL-HDBK-231A. مؤرشف (PDF) من الأصل في 2020-07-25. اطلع عليه بتاريخ 2020-07-25. (NB. Supersedes MIL-HDBK-231(AS) (1970-07-01).)